# Distretto di Seoni
Il distretto di Seoni è un distretto del Madhya Pradesh, in India, di 1 165 893 abitanti. È situato nella divisione di Jabalpur e il suo capoluogo è Seoni.